# Урбан, Кристиан
Кристиан Урбан (нем. Christian Urban; 15 октября 1778, Эльбинг — 14 мая 1860, там же) — немецкий музыкальный теоретик, дирижёр и композитор.

## Биография
Родился в бедной семье. Учился музыке у эльбингского городского музыканта Иоганна Базилиуса Шмидта (1783—1812), первоначально играл на гобое. Служил в военном оркестре в Мариенбурге и Растенбурге. В 1812 году вернулся в свой родной город и сменил своего учителя на посту музикдиректора, на котором и находился по 1859 год. В 1824 году читал лекции по теории музыки в Берлине. 2 июня 1833 года организовал в Мариенбурге первый музыкальный праздник в Пруссии, проводил также симфонические концерты в Данциге.
Деятельность Урбана сыграла большую роль в развитии музыкальной культуры Эльбинга. В своих работах Урбан призывал к обновлению методики музыкального обучения, считал необходимым развивать у учеников музыкальный вкус, чувство ритма и слух. Урбан обосновал свои неосуществившиеся планы создать «нормальную музыкальную школу» в своей работе «О моей системе всеобщего музыкального образования».
О музыкальных произведения Урбана почти ничего не известно; сохранились в рукописи его опера «Золотой телец» и музыка к «Мессинской невесте» Шиллера. Среди его учеников были Георг Август Гросс и Фридрих Вильгельм Маркуль.

## Сочинения
- Über die Musik, deren Theorie und den Musikunterricht, Elbing (1823)
- Ankündigung Meines allgemeinen Musikunterrichssystems und der won mir beabsichtigten Normalmusikschule, B. (1825)
- Theorie der Musik nach rein naturgemäßen Grundsätzen, Danzig (1826)
- Zum Andenken an das erste preußische Musikfest, Elbing
- Zur Reform des allgemeinen Musikunterichts, Elbing (1855)